# Monte Hacho
Monte Hacho is een berg (204 m) in de Spaanse exclave Ceuta, tegenover Gibraltar.
Op de berg bevindt zich een fort, Fortaleza de Hacho, dat gebouwd werd in de Byzantijnse periode, dat later werd uitgebreid door Arabieren, Portugezen en Spanjaarden. Op Monte Hacho staat het klooster Ermita de San Antonio en is een monument voor Francisco Franco te vinden, die aan het begin van de Spaanse burgeroorlog (1936) vanuit Marokko overstak.
Monte Hacho is een van de twee Zuilen van Hercules, die het einde van de Middellandse Zee markeren (alhoewel de Marokkaanse berg Jebel Musa ook als tweede zuil genoemd wordt). Op de zuilen stond volgens de klassieke mythologie geschreven: "Non plus ultra" (Niet verder).